# Кукарка (Новосибирская область)
Кукарка — деревня в Карасукском районе Новосибирской области. Входит в состав Ирбизинского сельсовета.

## География
Площадь деревни — 131 гектар

## История
Основана в 1700 году. В 1928 года состояла из 210 хозяйств, основное население — русские. Центр Кукаринского сельсовета Баклушевского района Барабинского округа Сибирского края.

## Население
| 1926 | 2002 | 2007 | 2010 |
| ---- | ---- | ---- | ---- |
| 1103 | ↘532 | ↘499 | ↘423 |

## Инфраструктура
В деревне по данным на 2007 год функционируют 1 учреждение здравоохранения, 2 образовательных учреждения.